# Trung tâm Thúy Nga

Biểu trưng của Trung tâm Thuý Nga trước năm 2011

Thúy Nga Paris còn được biết đến dưới cái tên chính thức là Thúy Nga Productions hoặc Trung tâm Thúy Nga là một trong những nhà tổ chức biểu diễn và sản xuất các sản phẩm băng đĩa ca múa nhạc lớn nhất của người Việt hải ngoại. Sản phẩm nổi tiếng nhất của Trung tâm Thúy Nga là các chương trình ca vũ nhạc kịch tổng hợp (đại nhạc hội) Paris by Night và các live show.

## Lịch sử hình thành và phát triển

### Thời kỳ trong nước
Nguyên thủy Trung tâm Thúy Nga được thành lập tại Sài Gòn (nay là Thành phố Hồ Chí Minh) năm 1972 sản xuất băng nhạc. Cửa hiệu của Thúy Nga nằm trong Thương xá Tam Đa (Crystal Palace) trên đường Lê Thánh Tôn. Những tên tuổi do Thúy Nga phát hành khi còn trong nước là Khánh Ly, Thái Thanh, Thanh Tuyền... Ngoài tân nhạc Thúy Nga còn cho ra băng cải lương. Chủ nhân là ông Tô Văn Lai.
Trung tâm Thúy Nga là đơn vị phát hành những bài hát của các ca sĩ nhạc vàng trước năm 1975 và khá thành công như Thanh Tuyền, Khánh Ly...

### Ra hải ngoại
Năm 1975, khi chính quyền Sài Gòn sụp đổ thì Trung tâm Thúy Nga ngưng hoạt động. Gia đình Tô Văn Lai vượt biên và được sang Pháp tị nạn vào cuối năm 1976. Lúc đầu ông Lai đi bơm xăng, vợ ông-bà Thúy mở một cửa hàng băng đĩa nhỏ trong ngõ hẹp ở Paris và sinh nhai bằng việc in sang các băng đĩa cũ một cách thủ công để đem đi bán, rồi từ từ sản xuất các chương trình ca nhạc. Lúc đó các chương trình của Thúy Nga được sản xuất và phát hành tại Paris, nội dung là những tuồng cải lương, sau đó mới dần phát triển thành chương trình ca nhạc kịch múa tổng hợp Paris By Night như được biết sau này.
Sản phẩm thành công nhất của Thúy Nga là loạt chương trình ca nhạc Paris by Night. Paris được ghi nhận trong tên của chương trình vì chính đó là nơi khởi lập đưa Thúy Nga lên con đường thành công rực rỡ. Paris by Night là một chương trình theo thể loại "đại nhạc hội" bao gồm hầu hết các thể loại tân nhạc, nhạc vàng, cổ nhạc, múa, sau bổ túc thêm hài kịch, phóng sự, nhạc chủ đề... Hai MC nổi tiếng và đã gắn bó lâu năm với chương trình là Nguyễn Ngọc Ngạn và Nguyễn Cao Kỳ Duyên. Nguyễn Ngọc Ngạn là một trong những nhà văn nổi tiếng với nhiều cuốn sách bán chạy, còn Nguyễn Cao Kỳ Duyên được biết đến trước hết là con gái của cựu Thủ tướng và Phó tổng thống Việt Nam Cộng hòa Nguyễn Cao Kỳ.
Thúy Nga Paris sang thế kỷ 21, không như tên gọi nguyên thủy, nay đặt trụ sở chính ở Westminster, California (Hoa Kỳ). Trung tâm này còn có chi nhánh hoạt động ở Paris (Pháp); Toronto (Ontario, Canada); Bankstown (Sydney, Australia). Chi nhánh Australia sau đó đóng cửa. Năm 2014, chi nhánh tại Paris chính thức đóng cửa, cùng với đó là trang bán hàng online thuynga.fr

## Các tác phẩm trình diễn
Các chương trình Paris By Night do Trung tâm Thúy Nga thường dàn dựng là những chương trình tạp kỹ bao gồm nhiều thể loại nhạc để có thể tiếp cận sở thích âm nhạc đại đa số khán giả. Trong các chương trình biểu diễn, có một số nhạc phẩm của các nhạc sĩ hiện sinh sống trong nước được đưa vào chương trình. Tuy nhiên một số nhạc sĩ nổi tiếng trong nước thường có nhiều sáng tác bán độc quyền cho Thúy Nga như Châu Kỳ, Nguyễn Ánh 9, Lê Hựu Hà, Quốc Dũng, Phú Quang và gần đây các nhạc sĩ nhạc trẻ như Thái Thịnh, Minh Khang, Lê Quang, Hoài An, Võ Hoài Phúc, Nguyễn Đức Cường, Lương Bằng Quang,...

## Các xung đột và tranh cãi
Là một cơ sở văn hóa hải ngoại, Thúy Nga phục vụ chủ yếu cộng đồng người Việt tị nạn. Nhiều chương trình Paris by Night của Thúy Nga đã gây ra tranh cãi trong cộng đồng người Việt hải ngoại.
Paris By Night 40 với chủ đề Mẹ đặc biệt gây tranh cãi trong cộng đồng người Việt hải ngoại. Chương trình được phát hành nhân dịp Vu lan năm 1997, có một đoạn phim cho bài hát "Ca dao mẹ" của nhạc sĩ Trịnh Công Sơn. Đoạn phim minh họa gồm một đoạn phim tài liệu trong đó có cảnh máy bay pháo kích dân thường đang chạy trốn tại miền Nam Việt Nam. Nhiều người tức giận và cho rằng Thúy Nga đã bêu xấu Quân lực Việt Nam Cộng hòa nhằm để lấy tiếng tốt với chính phủ Việt Nam.
Nhiều người đã viết thư đến các tòa soạn kêu gọi tẩy chay Thúy Nga và đã biểu tình trước trụ sở Thúy Nga. Thúy Nga cho rằng đây chỉ là một trường hợp nhầm lẫn do một người biên tập phim chưa thành thạo (đạo diễn Lưu Huỳnh). Cả hai ông Tô Văn Lai và Nguyễn Ngọc Ngạn phải viết thư xin lỗi cộng đồng trong các tờ báo lớn.

## Tại Việt Nam
Tại Việt Nam, các băng đĩa của Thúy Nga không được cấp phép lưu hành chính thức, nhưng có thể được tiêu thụ lậu. Một số ca sĩ quốc nội trình diễn cho Thúy Nga cũng đã từng bị cấm hoạt động sau khi về nước.
Các báo chí trong nước cũng thường xuyên chỉ trích nội dung của Paris by Night và cho rằng Thúy Nga đang "thực hiện các chiến dịch tâm lý chiến chống phá quê hương đất nước". Một số ví dụ có thể kể  Paris by Night số 77 (30 năm viễn xứ) và 91 (Huế-Sài Gòn-Hà Nội) có nhiều bài hát và màn trình diễn mang tính chất chống Cộng và xuyên tạc các sự kiện lịch sử Việt Nam. Tuy nhiên, từ năm 2004, sau thành công của vở kịch Con sáo sang sông, Thúy Nga bắt đầu phát hành các sản phẩm của Sân khấu kịch Nụ cười mới ra hải ngoại. Và từ năm 2010 về sau, một số chương trình của Thúy Nga được chính quyền Việt Nam đánh giá cao, tiêu biểu là chương trình Paris By Night 99 - Tôi là người Việt Nam và Paris By Night 106 - Lụa. 
Giai đoạn 2008 - nay các đài truyền hình trong nước đã và đang hợp tác với Thúy Nga để sản xuất chương trình cũng như cung cấp tư liệu, chẳng hạn như THVL hay VTC9 - Let's Viet. Từ ngày 19/4/2010, Thuý Nga hợp tác với Lasta để sản xuất 60% nội dung kênh VTC9 - Let's Viet và hòa âm cho các nhạc phim, nhạc hiệu các chương trình của Công ty này.
Những năm gần đây, với sự đổi mới của Thúy Nga, cùng với sự thông thoáng trong chính sách quản lý của chính phủ Việt Nam, nhiều ca sĩ trong nước đã và đang hợp tác với Thúy Nga như Cẩm Ly, Đan Trường, Quang Dũng, Hoài Lâm,....cũng như các ca sĩ của Thúy Nga đã về Việt Nam trình diễn như Thanh Hà, Ý Lan, Quang Lê, Mạnh Quỳnh, Phi Nhung...và mới nhất, năm 2018 là nữ ca sĩ nổi tiếng Như Quỳnh đã trở về thực hiện một loạt các live show và làm Huấn luyện viên cho chương trình Thần tượng Bolero. Các sản phẩm của Trung tâm Thúy Nga hiện tại tuy vẫn không được bày bán công khai nhưng cũng dễ dàng có thể mua được ở Việt Nam.

### Vấn đề bản quyền
Vì vấn đề giấy phép và kiểm duyệt, Thúy Nga chưa phát hành chính thức các sản phẩm hay tổ chức sự kiện tại Việt Nam. Tuy nhiên, tổng số đĩa của trung tâm này hàng năm tiêu thụ ở Việt Nam là rất lớn và cái tên của trung tâm này khá quen thuộc với nhiều người dân, song đại đa số là các đĩa in sang lậu.
Ở hải ngoại, tình trạng sang băng lậu và lưu truyền trên internet cũng làm các trung tâm điêu đứng và tạo khó khăn tài chính cho họ. Nguyễn Ngọc Ngạn từng lên tiếng nói về vấn đề băng lậu, "Khán giả phụ Thúy Nga, chứ Thúy Nga không phụ lòng khán giả!..."
Thúy Nga được tiếng là thanh toán tiền tác quyền khá sòng phẳng, tuy nhiên đôi khi vẫn có vài khiếu nại như vụ kiện của Hoàng Tuấn, ông bầu ca sĩ Đan Trường, vụ nghệ sĩ Kim Cương kiện Hương Lan. Ngược lại, Thúy Nga không thể khởi kiện khi ca khúc độc quyền bị sử dụng trong nước cũng như vụ Nhà xuất bản Văn học sử dụng trái phép truyện ma do Trung tâm Thúy Nga sản xuất vì các trở ngại pháp lý giữa hai nước Hoa Kỳ và Việt Nam.